# 大串兎代夫
大串 兎代夫（おおぐし とよお、1903年（明治36年）1月19日 - 1967年（昭和42年）1月3日）は、日本の法学者、国家学者。東洋大学教授、國學院大學教授、名城大学教授、名城大学法商学部長、名城大学総長。従四位勲三等瑞宝章。
国民精神文化研究所では哲学者の小島威彦、教育学者の伏見猛弥と共に三羽烏と呼ばれる。

## 来歴
1903年、判事大村大代の三男として、大阪市に生まれる。1907年、長崎県西彼杵郡面高村の大串一郎の養子となる。1923年、第五高等学校卒業。1926年、東京帝国大学法学部英法科を卒業、同大学大学院に進学して上杉慎吉に師事する。1927年、高等試験司法科合格。1928年、大学院を修了すると、ドイツに留学。イェーナ大学でオットー・ケルロイターに師事し、国家学・憲法学を学ぶ。
1933年帰国、1934年、国民精神文化研究所所員。1936年東洋大学教授、1939年文部省教学官を経て、1940年國學院大學教授。1943年文部省教学錬成所所員、1944年、同指導部長。1945年、公職追放。1948年、東京弁護士会所属弁護士登録。1951年、築地運送株式会社社長。1954年、名城大学法商学部教授。1955年、名城大学法商学部長、同大学総長。1962年「国家権威の研究」により法学博士（明治大学）。1963年、名城大学教授を辞任。1965年、亜細亜大学法学部教授。
1943年にドイツ学術院アカデミー賞を受賞したとされる。しかし、この賞がどのような賞なのかは不明である。

## 著書
- 『全体国家論の擡頭』国民精神文化研究所〈国民精神文化類輯 第6輯〉、1935年3月。
- 『天皇機関説を論ず』邦人社〈邦人叢書 1〉、1935年4月。
- 『最近に於ける国家学説』日本文化協会、1936年10月。NDLJP:1277826。
- 『法治主義の問題』国民精神文化研究所〈国民精神文化研究 第3年 第5冊〉、1936年3月。NDLJP:1281272。
- 『法治主義の問題』日本文化協会出版部〈国民精神文化研究 第3年 第5冊〉、1936年10月。NDLJP:1273472。
- 『全体思想の再検討』国民精神文化研究所〈国民精神文化類輯 第19輯〉、1937年3月。
- 『戦争と国家』国民精神文化研究所〈時局国民精神読本 第4輯〉、1937年11月。
- 『日本の勃興と政治の転換』第一出版社〈第一出版時局叢書 5〉、1938年6月。NDLJP:1278215 NDLJP:1445468。
- 『帝国憲法と臣民の翼賛』教学局〈国体の本義解説叢書〉、1938年12月。
- 『我が国体と世界法』国民精神文化研究所〈国民精神文化研究 第41冊〉、1939年3月。NDLJP:1269940。
- 『戦陣訓釈義』八弘書店、1941年3月。
- 『現代国家学説』文理書院、1941年7月。NDLJP:1275973。
- 『臣民の道精講 戦陣訓精講』欧文社、1941年9月。
- 『文化政治の諸問題』大同印書館、1941年10月。NDLJP:1273668。
- 『国家権威の研究』高陽書院、1941年11月。NDLJP:1275972。
- 『全体性の政治』目黒書店〈新国民文化叢書 7〉、1941年12月。
- 『日本的世界観』同盟通信社〈同盟戦時特輯 1〉、1942年3月。NDLJP:1095350。
- 『大東亜戦争の意義』教学部〈教学叢書 第12輯〉、1942年3月。
- 『民のこころ』モダン日本社、1942年4月。NDLJP:1038414。
- 『日本国家論』大日本雄弁会講談社、1942年4月。
- 『大東亜戦争の世界史的意義』日本放送出版協会〈ラジオ新書 88〉、1942年8月。NDLJP:1041243。
- 『国家学研究』朝倉書房、1942年10月。NDLJP:1267340。
  - 『国家学研究』（3版）朝倉書房、1943年6月。NDLJP:1444875。
- 『大東亜の思想』モダン日本社、1942年10月。NDLJP:1272663 NDLJP:1273648。
- 『国民文化の建設』文藝春秋社、1943年12月。NDLJP:1273649。
- 『日本国憲法とキリスト教』憲法の会〈憲法問題決定版 3〉、1965年5月。
- 『国家権威の研究 大串兎代夫戦後著作集』皇学館大学出版部、2010年2月。ISBN 9784876441624。

### 共著
- 藤沢親雄、大串兎代夫『日本国家学』高陽書院〈新鋭哲学叢書 第14巻〉、1937年9月。

### 翻訳
- オットー・ケルロイター『新国家観』日光書院、1942年6月。
- フリードリヒ・カール・フォン・サヴィニー『法典論争』世界文学社、1949年6月。